# Hemsjukvård
Hemsjukvård är medicinska insatser, rehabilitering, habilitering samt omvårdnad som utförs av legitimerad hälso- och sjukvårdspersonal eller annan personal med delegering i hemmet, både ordinärt- och särskilt boende. I och med ädelreformen 1992 övertog kommunerna ansvaret för särskilda boenden och möjlighet att bedriva hemsjukvård, från landstingen till och med sjuksköterskenivå. I flertalet län har hemsjukvården numera övergått till kommunal regi och arbete pågår att föra över all hemsjukvård till kommunerna.

## Organisation
I hemsjukvården finns sjuksköterskor, undersköterskor, arbetsterapeuter och fysioterapeuter, men inte läkare. Kommunernas rätt att anställa läkare har diskuterats länge och kan komma att ändras. Hemsjukvården samarbetar med primärvårdens läkare. Basal hemsjukvård, som såromläggningar, utfördes tidigare av primärvården, men har sedan ädelreformen 1992 successivt förts över till kommunerna och endast ett fåtal återstår. Sjuksköterskor finns tillgängliga dygnet runt och kan vid behov ta kontakt med jourläkare för t.ex. rådgivning. I en del regioner finns hembesöksbilar bemannade med läkare som kan göra hembesök, om hemsjukvårdens sjuksköterska bedömer att patienten inte kan ta sig till vårdcentralen.
Det övergripande ansvaret för den kommunala hälso- och sjukvård har medicinskt ansvarig sjuksköterska (MAS). MAS ansvarsområde är brett och hur arbetet ser ut skiljer sig mellan olika kommuner. Uppdraget innefattar kvalitetsutveckling, förebyggande arbete, upprätta rutiner och riktlinjer, kvalitetsuppföljningar, att utreda och anmäla allvarliga vårdskador enligt lex Maria samt tillsyn av den kommunala hälso- och sjukvården.
Mer avancerad hemsjukvård, ex. så kallad Avancerad sjukvård i hemmet (ASIH), bedrivs fortfarande av regionernas organisationer för lasarettsansluten hemsjukvård. Dock samverkar ASIH i många fall med den befintliga kommunala hemsjukvårdspersonalen.

## Rätt till hemsjukvård
Vilka som har rätt till hemsjukvård skiljer sig åt mellan olika kommuner på grund av avtalen med landstingen. Det kan röra sig om vissa åldrar och vårdbehov. Gemensamt är den så kallade tröskelprincipen att patienten inte själv kan ta sig till vårdcentral utan stora besvär. Många gånger bör det finnas ett längre vårdbehov. Om vårdbehovet i hemmet blir för stort kan ansökan till särskilt boende bli aktuell.